# Guillaume Ier de Hollande
Pour les articles homonymes, voir Guillaume Ier.
Guillaume Ier de Hollande (en néerlandais : Willem I van Holland), né à La Haye vers 1167, mort le 4 février 1222, est comte de Hollande de 1203 à 1222.
Il est le fils de Florent III, comte de Hollande, et d'Ada de Huntingdon.

## Biographie
Guillaume commence à combattre en Écosse, puis, revenu en Hollande, se révolte contre son frère Thierry VII. Réconcilié avec son frère, il reçoit la seigneurie de Frise, vassale de la Hollande. Thierry meurt en 1203 et son héritière est sa fille Ada, mariée à Louis II, comte de Looz. Guillaume revendiqua la succession et soutenu par le duc de Brabant et une majorité du peuple hollandais engage la guerre contre sa nièce, soutenue par le comte de Flandre et les évêques de Liège et d'Utrecht. Guillaume gagne après plusieurs années de guerre civile.
L'empereur Othon IV le confirme comme comte de Hollande en 1203, parce que Guillaume est un partisan des Guelfes. Mais Guillaume, ainsi que d'autres nobles germaniques, changent d'alliances et se rallient à Frédéric II après la bataille de Bouvines en 1214. Il prend part avec la France à une expédition contre Jean sans Terre, roi d'Angleterre, mais le pape l'excommunie pour cela.
Pour obtenir la levée de l'excommunication, il participe à une croisade en Prusse, puis à la conquête de Lisbonne sur les Maures et à celle de Damiette pendant la cinquième croisade.
Il favorise de nombreux travaux d'aménagement de la Hollande. Beaucoup de colons achètent des terres marécageuses pour les convertir en polders, et Guillaume finance l'infrastructure que cela nécessite, ainsi que les travaux d'irrigation, et quelques barrages. Il crée de nouveaux corps de métiers, chargés de construire des digues devant protéger les polders de la mer. Guillaume accorda aussi des privilèges aux villes de Middelbourg, Dordrecht, Mont-Sainte-Gertrude et peut-être à Leyde. Il favorise aussi le commerce.

## Famille

### Mariages et enfants
Il épouse en premières noces en 1197 Adélaïde de Gueldre (morte en 1218), fille d'Otton Ier, comte de Gueldre et de Richardis de Wittelsbach et ont :
- Florent IV (1210-1234), comte de Hollande ;
- Otton III de Hollande (mort en 1249), évêque d'Utrecht et régent de Hollande de 1238 à 1239 ;
- Guillaume (mort en 1238), régent de Hollande de 1234 à 1238 ;
- Richarde (morte en 1262) ;
- Ada (morte en 1258), abbesse à Rijnsburg.

Veuf, il se remarie en 1220 avec Marie de Brabant (morte en 1260), fille d'Henri Ier, duc de Brabant, et de Mathilde de Boulogne.

## Galerie

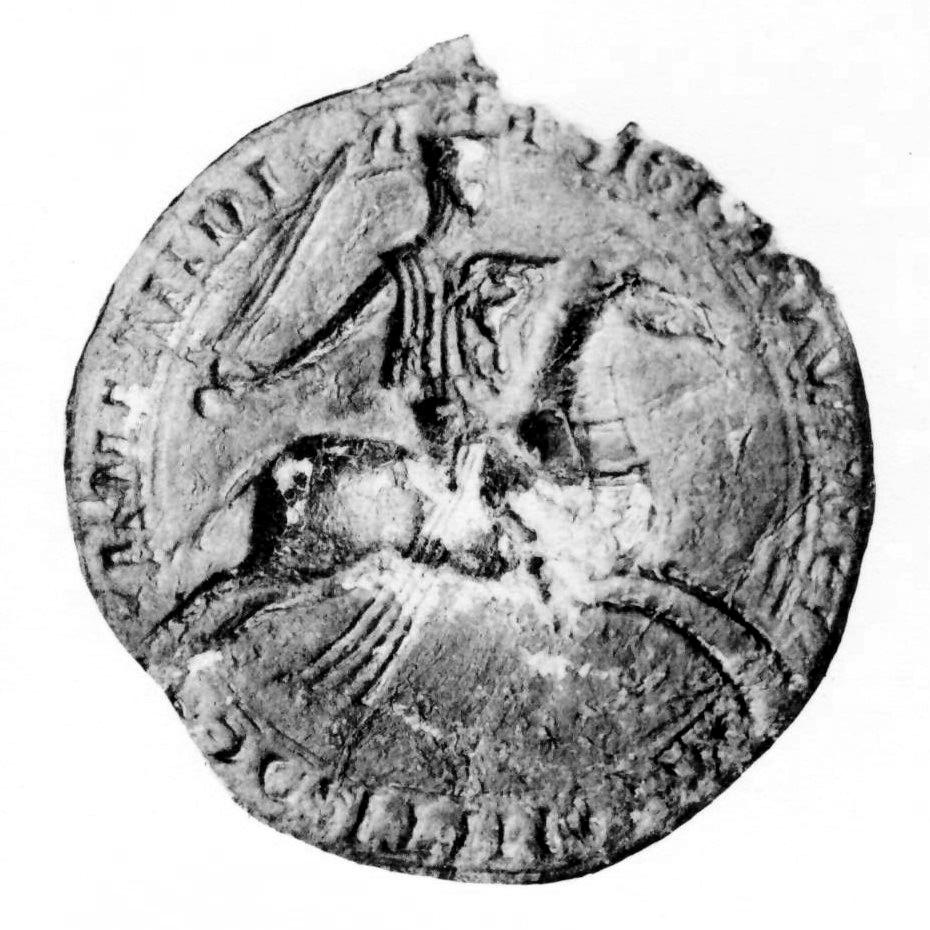
Sceau à l'effigie de Guillaume Ier de Hollande.
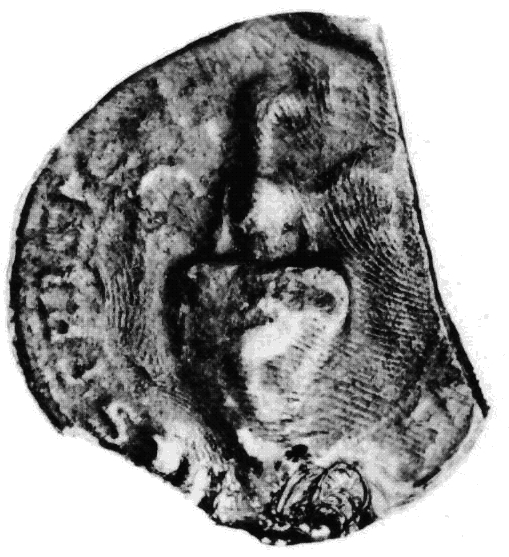
Cachet équestre et contre-cachet de Guillaume Ier avec le bouclier du lion.
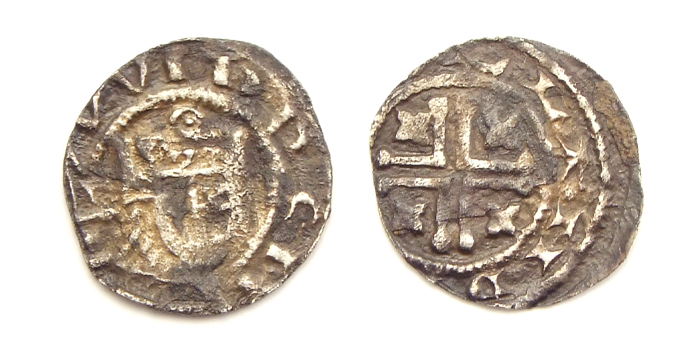
Penning frappé par Guillaume Ier et utilisé sous son règne.
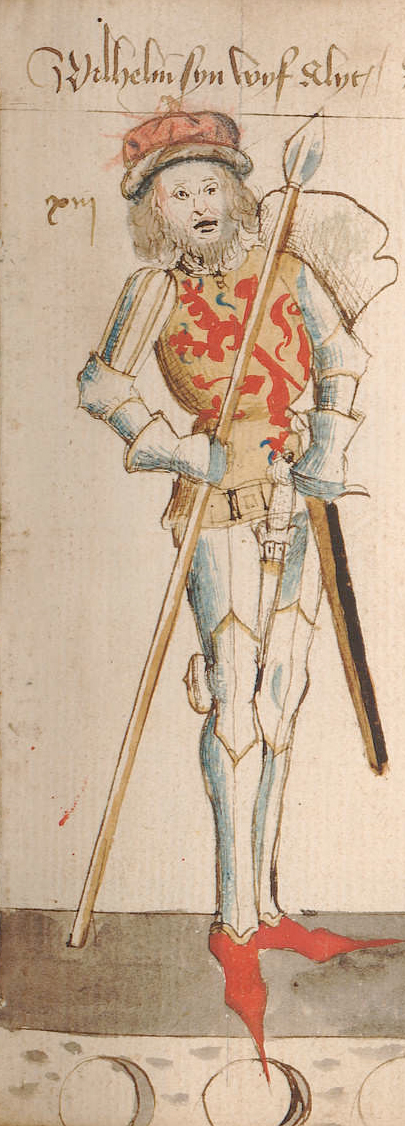
Guillaume Ier représenté par Hendrik van Heessel (XVe siècle).
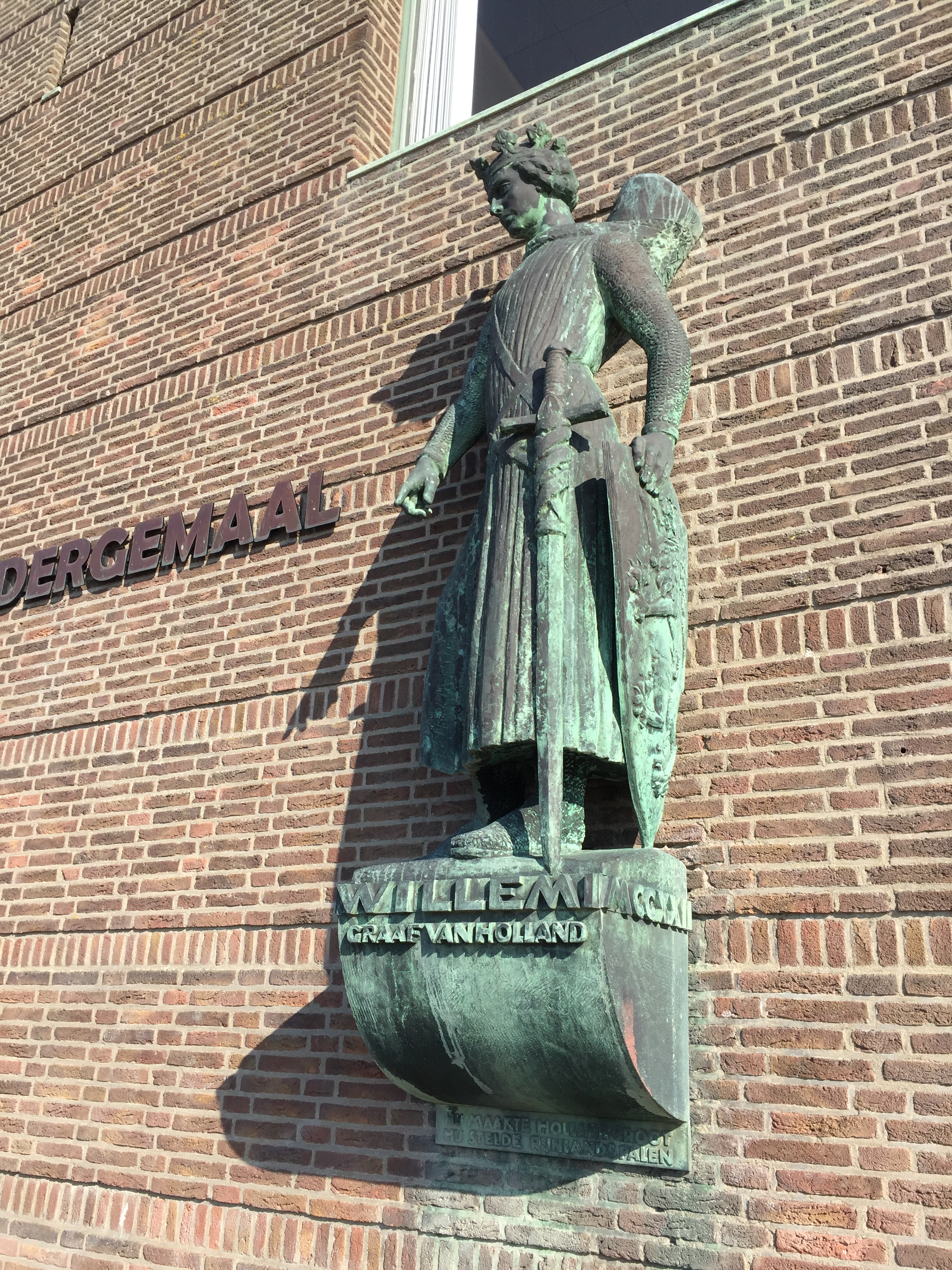
Statue de Guillaume Ier à Katwijk aan Zee (Oswald Wenckebach, 1954).

### Sources
- (en) Cet article est partiellement ou en totalité issu de l’article de Wikipédia en anglais intitulé « William I, Count of Holland » (voir la liste des auteurs).